# 阿布哈茲國家足球隊
阿布哈茲國家足球隊，是阿布哈茲官方的國家足球隊，他們沒有加入国际足球联合会和歐洲足球協會聯盟，因此無法參加FIFA世界杯與歐洲國家杯。
他們第一次參賽ConIFA世界杯足球賽是在2014年以第八名結束。2016年主辦ConIFA世界杯足球賽，並且奪冠。

## 國家狀況
阿布哈茲位於西亞高加索山附近，於1990年宣布主權，是由俄罗斯扶植阿布哈茲人脫離喬治亞建立的一個有限承認國家。目前承認它為一主權國家的政治實體，只有俄羅斯、尼加拉瓜、委內瑞拉、瑙鲁和叙利亚共5个联合国成员国，以及有限承認國家南奧塞梯、德涅斯特河沿岸；喬治亞政府、聯合國及其它多數国家則承认它是喬治亞一部分。

## 歷史
足球是阿布哈茲的重要運動項目，昔日曾於蘇聯乙級聯賽亮相的 蘇呼米迪納摩（FC Dinamo Sukhumi）一直居於前列。1991年蘇聯解體後，所有阿布哈茲球隊均告解散。1994年首屆阿布哈茲超級聯賽成立，共有15支球隊，迪納摩（Dynamo Sukhumi）奪得創始賽季冠軍。另一間球會 納特蘇呼米（Nart Sukhumi）於1997年成立，近年在本土賽場稱霸，累積12次聯賽冠軍與9項本土盃賽錦標。前俄羅斯低組別聯賽球員 朱馬·克瓦拉茨赫利亞 於2012年出任阿布哈茲足球協會主席。其後主席魯斯蘭·阿德任扎爾於2017年1月辭職，克瓦拉茨赫利亞在同年再度當選。 他同時於2012年至2017年間擔任主教練。
2012年後復興之際，阿布哈茲開始在CONIFA獨立協會旗下參加國際賽。代表隊於2014年首次亮相CONIFA世界盃，並在主辦的2016年賽事奪冠。2018年，他們在倫敦舉行的 CONIFA 世界錦標賽中以 3–0 擊敗西藏。 但作為衛冕球隊，之後於首階段即出局；分組最後一場與北賽普勒斯踢成 2–2，最終未能晉級。
2019年，阿布哈茲首次參加CONIFA歐洲足球盃，最終獲得季軍。
2023年，阿布哈茲被編入2024年 CONIFA 世界盃歐洲區資格賽 D 組，與阿爾察赫同組。 該場賽事原訂於7月10日進行，但其後被押後。

## 榮譽
ConIFA世界杯足球賽
- 冠軍 (1): 2016